# 1. FC 쾰른
1. 푸스발-클럽 쾰른 01/07 e. V.(1. Fußball-Club Köln 01/07 e. V.)는 노르트라인베스트팔렌주 쾰른을 연고로 하는 독일의 축구 클럽이다. 이 클럽은 1948년에 이전에 존재하던 쾰르너 볼슈필-클루프 1901(Kölner Ballspiel-Club 1901) 과 SpVgg 쉴츠 07(SpVgg Sülz 07)의 두 클럽이 통합되어 창단 되었고 1. FC 쾰른은 현재 독일의 1부리그 분데스리가에 속해 있다.
클럽의 별명은 숫염소 (Die Geißböcke)로 클럽의 마스코트 숫염소 헤네스(Hennes)를 뜻하는데 이 숫염소의 이름은 쾰른의 레전드 선수이자 나중에 명감독으로 꼽힌 헤네스 바이스바일러에서 유래했다. 숫염소 헤네스는 인근의 쾰른 서커스단으로부터 기증받은 것이며 2008년 7월 24일 기준 헤네스로 활약하는 숫염소가 7번 교체 되었다. 또다른 별명으로는 다의적인 의미에 의해 FC라고 불리며 독일 축구 클럽의 축약자이다. 쾰른에서는 독특한 억양을 가지고 있는데 FC는 쾰른에서 에프-체이(EF-tsay)로 발음되며 타 지역에 비하여 "C" 부분에 강세를 준다.
다른 독일의 프로 스포츠 클럽과 마찬가지로 1. FC 쾰른은 대형 종합 스포츠 클럽의 일부이며 이 클럽에는 체조, 탁구 그리고 핸드볼를 비롯하여 다양한 부서를 포함한다. 이 클럽의 주요 라이벌은 바이어 04 레버쿠젠, 보루시아 묀헨글라트바흐 그리고 포르투나 뒤셀도르프가 있는데 이 클럽들은 쾰른과 마찬가지로 모두 라인강을 낀 라인-루르 지방을 연고지로 하는 클럽들이다.

## 역사

### 통합 이전의 두 클럽
쾰르너 볼슈필-클루프 1901 (Kölner Ballspiel-Club 1901)는 1901년 6월 6일에 FC 보루시아 쾰른 (FC Borussia Köln) 에 불만을 가졌던 축구에 열정적인 선수들에 의해 창단되었다. 쾰르너는 제1차 세계 대전이 발발하기 전, 서부 체너리가 (Zehnerliga) 에 속해있다가, 1912년에 국가대항전 결승 예선전에 진출한 전적이 있다. 그 이후의 최고 성적은 1920년 리그 준우승으로, 보루시아 묀헨글라트바흐에 1-3으로 패하였다.
이전에 존재하던 SpVgg 쉴츠 07, 즉 슈필페어라이니궁 1907 쾰른-쉴츠 (SülzSpielvereinigung 1907 Köln-Sülz)는 1907년에 쉴처 슈포르트페어라인 (Sülzer Sportverein)으로 창단되었고, 1919년 1월 1일에 푸스발 클루프 1908 헤르타 쉴츠 (Fußball Club 1908 Hertha Sülz) 와 통합되어 SpVgg가 되었다. 이 팀은 1928년에 서부 챔피언쉽에 우승하였고, 이후 국가 챔피언쉽에 조기 탈락하였다. SpVgg는 가울리가 미텔라인 (Gauliga Mittelrhein) 에 속하게 되었고, 이는 1933년에 제3제국 하에 형성된 16개의 1부리그이다. 이 클럽은 1930년대에 좋은 성적을 거두었는데, 1939년에는 가울리가 챔피언쉽을 우승하였다. 그러나, 1940년대에 들면서 성적이 하락하기 시작하였다. 1941년에 가울리가 미텔라인이 2개의 1부리그 (가울리가 쾰른-아헨 (Gauliga Köln-Aachen) 과 가울리가 모젤란트 (Gauliga Moselland)) 로 갈라졌고, 가울리가 쾰른-아헨에는 독일에게 점령당한 룩셈부르크의 클럽도 존재하였다. 쉴츠는 VfL 쾰른 1899 (VfL Köln 1899) 와 1943-44 시즌에 통합되어 전쟁기동안 크리그슈필게마인샤프트 VfL 99/쉴츠 07 (Kriegspielgemeinschaft VfL 99/Sülz 07) 이 되기전까지 어려움을 겪었다. 통합 후, 가울리가 쾰른-아헨 우승을 SG 뒤렌 99(SG Düren 99)를 1점차로 따돌리고 우승을 거두었다. 이후 이 클럽은 독일이 전쟁 후 4개국에 점령됨에 따라, 활동이 중단되었다.

### 성공적인 새 클럽
1948년 2월 13일, 쾰르너 볼슈필-클루프와 SpVgg 쉴츠 07가 통합되었고, 1. FC 쾰른이 탄생하였다. 쾰른은 1949-50 시즌, 서부 오베르리가에 참여하여 1954년에 1부리그 첫 우승을 거두었다. 같은 해, DFB-포칼 결승에서 VfB 슈투트가르트에 0-1로 패하였다. 숫염소들은 1960년에 또다시 1부리그 우승을 거두었고, 이 시즌에는 함부르크 SV와의 국가 결승에 올랐으나, 2-3으로 패하였다. 이 팀은, 서부 오베르리가의 이어지는 세 시즌간 좋은 성적을 내었고, 1962년과 1963년에는 국가 결승에 참여하였다. 쾰른은 62년 결승에서 1. FC 뉘른베르크를 4-0으로 격파하여 유러피언컵 우승 후보로 참여하였다. 쾰른은 스코틀랜드의 던디 FC와의 유러피언 컵 1라운드 1차전에서 1-8로 패하고, 2차전에서 4-0으로 승리하여, 합계 5-8로 조기 탈락하였다. 그 다음 시즌, 쾰른은 보루시아 도르트문트와의 챔피언쉽에서 1-3으로 패하였다. 1963년에 국가 결승전에 참여한 것에 대하여, 쾰른은 독일의 새 1부리그인 분데스리가의 원년 멤버 16팀 중에 하나가 되었다. 쾰른은 연승을 거듭하여 분데스리가 첫 시즌인 1963-64 시즌을 우승으로 장식하였다. 쾰른의 정점은 1977-78 시즌으로, 이 시즌에는 3번째 챔피언쉽 우승을 거두고, DFB-포칼 우승을 달성하여 더블을 이룩하였다.
쾰른의 가장 불명예스러운 경기는 유러피언컵 1964-65의 8강전 경기로, 리버풀 FC와의 경기에서 0-0으로 두번 비기고, 3차전에서 접전끝에 2-2로 비긴 후 탈락하였다. 당시 타이브레이커로 승부차기가 존재하지 않음에 따라, 쾰른은 동전 던지기로 탈락하였다. 아이러니하게도, 첫 번째 동전 던지기에서 동전이 수직하게 잔디 위로 떨어진 채로 있었음에 따라, 2번째 동전 던지기가 필요하였다.

### 21세기: 기복
최근에 쾰른의 성적은 기복이 심하다. 쾰른은 2002년에 최악의 골가뭄 기록을 경신하였고, 팬들은 1034분동안 (약 11.5경기) 골이 터지기를 기다렸고, 오랜 골 침묵 이후 토마스 시혼이 골을 기록하였다.
분데스리가 초창기, 1. FC 쾰른은 서독 내에서 최다 승전을 가진 팀으로, 가장 성공적인 클럽 중 하나로 손꼽혔다. 그러나, 1990년대에 접어들면서, 쾰른의 성적은 하락하기 시작하였고, 1998년에 쾰른은 처음으로 2 분데스리가 강등을 경험하였다. 2000년대에 접어들면서 쾰른은 "요요 클럽" 이라는, 1부리그와 2부리그를 들락날락하는 클럽 중 하나가 되는 불명예를 겪었다. 2004-05 시즌의 2 분데스리가 종료 후, 1시즌만에 1 분데스리가에 복귀하였다. 독일 최고의 축구 잡지인 키커지는 2005-06 시즌을 앞두고, 투표 이후 1부리그 잔류에 대한 부정적인 의견을 내놓았다.
이 예측은 쾰른이 함부르크 SV와의 32라운드 경기에서 0-1로 패하면서 예상이 적중하였다. 쾰른은 이 시즌에 최다 실점인 71실점을 기록하며, 리그를 17위로 마감하며 강등되었다. 이 팀의 최다 득점자는 루카스 포돌스키로 12골을 득점하였고, 시즌 종료 후 FC 바이에른 뮌헨으로 이적하였다. 그는 2006년 FIFA 월드컵의 독일 국가대표 최종 엔트리 23인에 포함되었다.
2006년 말, 크리스토프 다움은 2. 분데스리가에 속한 이 팀의 사령탑으로 영입하는데 성공하였고, 2008년에 1 분데스리가로 복귀하였다. 2008-09 시즌을 성공적으로 마친 이후, 다움 감독은 다시 그의 친정 클럽인 페네르바체 SK로 떠났다. 또한 전 쾰른의 공격수, 루카스 포돌스키는 2009-10 시즌을 앞두고 친정팀으로 복귀하였다.
2010-11 시즌을 9라운드가 진행된 가운데 1승만을 거두는 부진한 시작을 한 뒤, 즈보니미르 솔도가 해임되고 프랑크 섀퍼가 감독이 되었다. 이후, 2011-12 시즌을 앞두고 전 노르웨이 국가대표팀 선수이자 최근에 FC 쾨벤하운 감독직을 사임한 스톨레 솔바켄이 새 사령탑이 되었다. 스톨레 솔바켄은 당시 쾰른의 주장을 맡고 있던 루카스 포돌스키의 주장직을 박탈하고 대신 주전 센터백인 페드루 제루멜에게 주장직을, 사샤 리터에게 부주장직을 주는 등 팀 분위기를 쇄신하고자 했으나 지나치게 엄격한 스칸디나비아식 감독 스타일은 팀과 맞지 않았을 뿐더러, 포돌스키의 주장직 박탈은 오히려 이적설을 불러와 팀의 사기를 떨어트리고 선수들의 기강이 해이해지는 원인이 되었다. 설상가상으로 단장 폴커 핀케와의 마찰이 불거지며 팀의 성적은 더욱 악화되었다. 보드진은 처음에는 솔바켄의 손을 들어주어 핀케 단장은 단장직에서 물러나게 되었으나 계속되는 부진으로 인해 솔바켄 감독 역시 후반기에 경질되었다. 포돌스키의 뛰어난 활약에도 불구하고 1.FC 쾰른은 후반기 단 2승만을 기록하는 극도의 부진 끝에 분데스리가 34라운드에서 FC 바이에른 뮌헨에게 홈에서 1:4로 패하면서 강등을 확정짓게 되었다.

## 최근 행보

### 1977-78 시즌부터의 분데스리가 역대 순위
| - 1977–78 - 우승 - 1978–79 - 6위 - 1979–80 - 5위 - 1980–81 - 8위 - 1981–82 - 2위 - 1982–83 - 5위 - 1983–84 - 6위 - 1984–85 - 3위 - 1985–86 - 13위 - 1986–87 - 10위 - 1987–88 - 3위 - 1988–89 - 2위 - 1989–90 - 2위 - 1990–91 - 7위 - 1991–92 - 4위 - 1992–93 - 12위 - 1993–94 - 11위 | - 1994–95 - 10위 - 1995–96 - 12위 - 1996–97 - 10위 - 1997–98 - 17위 (2 분데스리가로 강등) - 1998–99 - 2 분데스리가, 10위 - 1999–00 - 2 분데스리가, 우승(1 분데스리가로 승격) - 2000–01 - 10위 - 2001–02 - 17위 (2 분데스리가로 강등) - 2002–03 - 2 분데스리가, 2위 (1 분데스리가로 승격) - 2003–04 - 18위 (2 분데스리가로 강등) - 2004–05 - 2 분데스리가, 우승(1 분데스리가로 승격) - 2005–06 - 17위 (2 분데스리가로 강등) - 2006–07 - 2 분데스리가, 9위 - 2007–08 - 2 분데스리가, 3위 (1 분데스리가로 승격) - 2008–09 - 12위 - 2009–10 - 13위 - 2010–11 - 10위 - 2011-12 - 17위 (2 분데스리가로 강등) |

### 1990-91 시즌부터의 역대 분데스리가 기록
| 시즌    | 리그         | 순위  | 승점 | 골득실 | 최다득점자                 |
| ------- | ------------ | ----- | ---- | ------ | -------------------------- |
| 1990–91 | 1 분데스리가 | 7위   | 37점 | +7     | 마우리스 바나흐 (14골)     |
| 1991–92 | 1 분데스리가 | 4위   | 44점 | +17    | 프랑크 오어데네비츠 (11골) |
| 1992–93 | 1 분데스리가 | 12위  | 41점 | -10    | 프랑크 오어데네비츠 (9골)  |
| 1993–94 | 1 분데스리가 | 11위  | 34점 | -2     | 토니 폴스터 (17골)         |
| 1994–95 | 1 분데스리가 | 10위  | 32점 | 0      | 토니 폴스터 (17골)         |
| 1995–96 | 1 분데스리가 | 12위  | 40점 | -2     | 토니 폴스터 (11골)         |
| 1996–97 | 1 분데스리가 | 10위  | 44점 | 0      | 토니 폴스터 (21골)         |
| 1997–98 | 1 분데스리가 | 17위↓ | 36점 | -15    | 토니 폴스터 (13골)         |
| 1998–99 | 2 분데스리가 | 10위  | 45점 | -7     | 도리넬 문테아누 (7골)      |
| 1999–00 | 2 분데스리가 | 우승↑ | 65점 | +29    | 디르크 로트너 (14골)       |
| 2000–01 | 1 분데스리가 | 10위  | 46점 | +7     | 디르크 로트너 (11골)       |
| 2001–02 | 1 분데스리가 | 17위↓ | 29점 | -35    | 디르크 로트너 (9골)        |
| 2002–03 | 2 분데스리가 | 2위↑  | 65점 | +18    | 마티아스 셰르츠 (18골)     |
| 2003–04 | 1 분데스리가 | 18위↓ | 23점 | -25    | 루카스 포돌스키 (10골)     |
| 2004–05 | 2 분데스리가 | 우승↑ | 67점 | +29    | 루카스 포돌스키 (24골)     |
| 2005–06 | 1 분데스리가 | 17위↓ | 30점 | -22    | 루카스 포돌스키 (12골)     |
| 2006–07 | 2 분데스리가 | 9위   | 46점 | -1     | 파트리크 헬메스 (14골)     |
| 2007–08 | 2 분데스리가 | 3위↑  | 60점 | +18    | 밀리보예 노바코비치 (20골) |
| 2008–09 | 1 분데스리가 | 12위  | 39점 | -15    | 밀리보예 노바코비치 (16골) |
| 2009–10 | 1 분데스리가 | 13위  | 38점 | -9     | 밀리보예 노바코비치 (6골)  |
| 2010-11 | 1 분데스리가 | 10위  | 44점 | -15    | 밀리보예 노바코비치 (17골) |

## 역대 성적
- 독일 챔피언쉽 / 1 분데스리가 우승 3회
  - 우승: 1961–62 (독일 챔피언쉽), 1963-64, 1977-78
  - 준우승: 1959-60, 1962-63, 1964-65, 1972-73, 1981-82, 1988-89, 1989-90

- DFB-포칼 우승 4회
  - 우승: 1967-68, 1976-77, 1977-78, 1982-83
  - 준우승: 1953-54, 1969-70, 1970-71, 1972-73, 1979-80, 1990-91

- UEFA 유로파리그 / UEFA 컵
  - 준우승: 1985-86

- 우어렌 컵: 1991
- 조안 감페르 컵: 1978, 1981
- 트로페오 비야 데 히혼: 1973

### 리저브 팀
- 독일 아마토이어 챔피언쉽 우승 1회
  - 우승: 1981

### 유소년 팀
- 독일 U-19 챔피언쉽 우승 1회
  - 우승: 1971
  - 준우승: 1974, 1983, 1992

- 독일 U-17 챔피언쉽 우승 2회
  - 우승: 1990, 2011

- 독일 서부 U-19 분데스리가 우승 1회
  - 우승: 2008

## 경기장
쾰른은 라인에네르기슈타디온에서 홈 경기를 치른다. 이 경기장은 최대 50,000명을 수용할 수 있으며, 경기장 명칭은 인근의 발전 회사 라인에네르기 AG (RheinEnergy AG) 와의 2014년까지 유효한 계약에 의해 명명되었다. 그러나, 대부분의 팬들은 이 경기장을 여전히 "뮌게르스도르퍼슈타디온" (Müngersdorfer Stadion) 이라고 부르며, 이는 현재 위치한 쾰른 부도심 뮌게르스도르퍼에 위치한다는 점과, 현 경기장을 신축하기 전의 구 경기장이 위의 명칭을 가졌던 데에서 비롯된다.

## 선수

### 현재 선수 명단
2023-24시즌 기준
참고: FIFA 자격 규정에 따라 소속된 국가대표팀 국기를 표시합니다. 선수는 복수의 FIFA 비회원국 국적을 가지고 있을 수 있습니다.
| 번호 | 포지션 | 국적   | 이름                                        |
| ---- | ------ | ------ | ------------------------------------------- |
| 1    | GK     |        | 마빈 슈베베                                 |
| 2    | DF     |        | 베노 슈미츠                                 |
| 3    | DF     |        | 도미니크 하인츠                             |
| 4    | DF     |        | 티모 휘버스                                 |
| 6    | MF     |        | 에리크 마르텔                               |
| 7    | MF     |        | 데얀 류비치치                               |
| 8    | MF     |        | 데니스 후사인바시치                         |
| 9    | FW     |        | 루카 발트슈미트 (VfL 볼프스부르크에서 임대) |
| 11   | MF     |        | 플로리안 카인츠 (주장)                      |
| 12   | GK     |        | 요나스 니키슈                               |
| 13   | FW     |        | 마르크 우트                                 |
| 15   | DF     |        | 루카 킬리안                                 |
| 17   | DF     | 코소보 | 레아르트 파카라다                           |
| 18   | DF     |        | 라스무스 카르스텐센 (헹크에서 임대)         |
| 19   | MF     |        | 디미트리스 림니오스                         |
| 20   | GK     |        | 필리프 펜트케                               |

| 번호 | 포지션 | 국적       | 이름                                               |
| ---- | ------ | ---------- | -------------------------------------------------- |
| 21   | FW     |            | 슈테판 티게스                                      |
| 22   | MF     |            | 야콥 스텐 크리스텐센                               |
| 23   | FW     | 아르메니아 | 사르기스 아다미안                                  |
| 24   | DF     |            | 율리안 샤보트                                      |
| 27   | FW     |            | 다비 젤케                                          |
| 29   | FW     |            | 얀 틸만                                            |
| 30   | DF     |            | 노아 카터바흐                                      |
| 33   | FW     |            | 플로리안 디에츠                                    |
| 35   | DF     |            | 막스 핑크그레페                                    |
| 37   | MF     |            | 린톤 마이나                                        |
| 38   | DF     |            | 엘리아스 바카투칸다                                |
| 40   | MF     |            | 파리데 알리두 (아인트라흐트 프랑크푸르트에서 임대) |
| 42   | FW     |            | 다미온 다운스                                      |
| 44   | GK     |            | 마티아스 쾨빙                                      |
| 47   | MF     |            | 마티아스 올레센                                    |

### 임대 선수 명단
참고: FIFA 자격 규정에 따라 소속된 국가대표팀 국기를 표시합니다. 선수는 복수의 FIFA 비회원국 국적을 가지고 있을 수 있습니다.
| 번호 | 포지션 | 국적       | 이름                                     |
| ---- | ------ | ---------- | ---------------------------------------- |
| —    | GK     |            | 요나스 우르비히 (그로이터 퓌르트로 임대) |
| —    | DF     | 크로아티아 | 니콜라 솔도 (카이저슬라우테른으로 임대)  |

| 번호 | 포지션 | 국적 | 이름                                   |
| ---- | ------ | ---- | -------------------------------------- |
| —    | MF     |      | 팀 렘페를레 (그로이터 퓌르트로 임대)   |
| —    | MF     |      | 마빈 오부즈 (로트바이스 에센으로 임대) |

## 역대 감독
| 감독                  | 임기      |
| --------------------- | --------- |
| 헤네스 바이스바일러   | 1955~1958 |
| 즐라트코 차이코브스키 | 1961~1963 |
| 한스 셰퍼             | 1966~1969 |
| 에른스트 오크비르크   | 1970~1971 |
| 즐라트코 차이코브스키 | 1973~1975 |
| 헤네스 바이스바일러   | 1976~1980 |
| 리누스 미헬스         | 1980~1983 |
| 크리스토프 다움       | 1986~1990 |
| 우도 라테크           | 1991      |
| 모르텐 올센           | 1993~1995 |
| 베른트 슈스터         | 1998~1999 |
| 프리트헬름 풍켈       | 2002~2003 |
| 휘프 스테번스         | 2004~2005 |
| 크리스토프 다움       | 2006~2009 |
| 즈보니미르 솔도       | 2009~2010 |
| 폴커 핑케(대행)       | 2011      |
| 스톨레 솔바켄         | 2011~2012 |
| 페터 슈퇴거           | 2013~2017 |
| 마르쿠스 안팡         | 2018~2019 |
| 아힘 바이어로르처     | 2019      |
| 마르쿠스 기스돌       | 2019~2021 |
| 프리트헬름 풍켈       | 2021      |
| 슈테펜 바움가르트     | 2021~2023 |
| 티모 슐츠             | 2024      |
| 게르하르트 슈트루버   | 2024~     |